# Ingrid Østervold Stenevik
Ingrid Østervold Stenevik   (25 de setembre de 1994) és una futbolista noruega que juga de defensa a l'SK Brann Kvinner.